# 孔雀乡 (乐至县)
孔雀乡，是中华人民共和国四川省资阳市乐至县曾经下辖的一个乡。2019年12月，撤销孔雀乡，将原孔雀乡马家井村、斑竹院村、长景寺村、二龙桥村、孔雀寺村、马鞍山村、天远桥村、孔雀铺村、团田村、琵琶村、龙凤村、红岩洞村、八角庙村所属行政区域划归东山镇管辖。

## 行政区划
孔雀乡撤销前下辖以下地区：
精忠庙村、孔雀铺村、马家井村、班竹院村、长景寺村、二龙桥村、孔雀寺村、马鞍山村、天远桥村、广盐村、金地村、团田村、瑟琶村、龙凤村、红岩洞村和八角庙村。